# Sean Soriano
Sean Soriano (Providence, 6 de outubro de 1989) é um lutador americano de artes marciais mistas, atualmente competindo no peso pena do Ultimate Fighting Championship.

## Carreira no MMA

### Ultimate Fighting Championship
Soriano fez sua estreia no UFC contra Tatsuya Kawajiri em 4 de janeiro de 2014 UFC Fight Night 35.  Kawajiri venceu por finalização no segundo round.
Soriano enfrentou Chas Skelly em 5 de setembro de 2014 no UFC Fight Night 50.
Skelly venceu por decisão unânime.
Soriano enfrentou Charles Rosa em 18 de janeiro de 2015 no UFC Fight Night: McGregor vs. Siver. Rosa venceu por finalização no terceiro round. Após a luta, Soriano foi demitido do UFC.

## Cartel no MMA
| Cartel no MMA   |             |            |
| 21 lutas        | 14 vitórias | 7 derrotas |
| Por nocaute     | 7           | 1          |
| Por finalização | 4           | 5          |
| Por decisão     | 3           | 1          |

| Res.    | Cartel | Oponente         | Método                               | Evento                              | Data       | Round | Tempo | Local                     | Notas                                          |
| ------- | ------ | ---------------- | ------------------------------------ | ----------------------------------- | ---------- | ----- | ----- | ------------------------- | ---------------------------------------------- |
| Derrota | 14-7   | Christos Giagos  | Finalização (estrangulamento d’arce) | UFC 262: Oliveira vs. Chandler      | 15/05/2021 | 2     | 0:59  | Houston, Texas            |                                                |
| Vitória | 14–6   | Noad Lahat       | Nocaute técnico (socos)              | UAE Warriors 18                     | 20/03/2021 | 1     | 2:01  | Abu Dhabi                 |                                                |
| Vitória | 13–6   | Jose Mariscal    | Decisão (unânime)                    | Cage Fury FC 85                     | 18/09/2020 | 3     | 5:00  | Tunica, Mississippi       |                                                |
| Vitória | 12–6   | Saul Almeida     | Nocaute (socos)                      | CES MMA 57                          | 26/07/2019 | 1     | 1:22  | Lincoln, Rhode Island     |                                                |
| Derrota | 11–6   | Bruce Boyington  | Finalização (mata leão)              | CES MMA 51                          | 03/08/2018 | 2     | 1:55  | Lincoln, Rhode Island     | Pelo Cinturão Peso Pena do CES.                |
| Vitória | 11–5   | Jonathan Gary    | Finalização (mata-leão)              | CES MMA 49                          | 06/04/2018 | 1     | 1:21  | Lincoln, Rhode Island     |                                                |
| Vitória | 10–5   | Jacob Bohn       | Nocaute técnico (chutes na perna)    | CES MMA 44                          | 12/05/2017 | 2     | 3:21  | Lincoln, Rhode Island     | Volta aos Penas.                               |
| Derrota | 9–5    | Levan Makashvili | Finalização (mata-leão)              | CES MMA 38                          | 23/09/2016 | 2     | 4:05  | Lincoln, Rhode Island     |                                                |
| Derrota | 9–4    | Thomas Webb      | Nocaute técnico (socos)              | Legacy FC 52                        | 25/03/2016 | 3     | 1:25  | Lake Charles, Louisiana   |                                                |
| Vitória | 9–3    | Josh Quayhagen   | Nocaute (soco)                       | Legacy FC 48                        | 13/11/2015 | 1     | 3:21  | Lake Charles, Louisiana   | Estreia nos Leves.                             |
| Derrota | 8–3    | Charles Rosa     | Finalização (estrangulamento d'arce) | UFC Fight Night: McGregor vs. Siver | 18/01/2015 | 3     | 4:43  | Boston, Massachusetts     |                                                |
| Derrota | 8–2    | Chas Skelly      | Decisão (unânime)                    | UFC Fight Night: Jacaré vs. Mousasi | 05/09/2014 | 3     | 5:00  | Mashantucket, Connecticut |                                                |
| Derrota | 8–1    | Tatsuya Kawajiri | Finalização (mata-leão)              | UFC Fight Night: Saffiedine vs. Lim | 04/01/2014 | 2     | 0:50  | Marina Bay                |                                                |
| Vitória | 8–0    | Elvin Leon Brito | Decisão (unânime)                    | CFA 11                              | 24/05/2013 | 5     | 5:00  | Coral Gables, Florida     | Defendeu o Cinturão Peso Pena Interino do CFA. |
| Vitória | 7–0    | Victor Delgado   | Decisão (unânime)                    | CFA 9                               | 19/01/2013 | 3     | 5:00  | Coral Gables, Florida     | Ganhou o Cinturão Peso Pena Interino do CFA.   |
| Vitória | 6–0    | Matthew Perry    | Finalização (mata leão)              | CFA 7                               | 30/06/2012 | 1     | 2:44  | Coral Gables, Florida     |                                                |
| Vitória | 5–0    | Lee Metcalf      | Nocaute (socos)                      | CES MMA: Extreme Measures           | 03/02/2012 | 1     | 0:34  | Lincoln, Rhode Island     |                                                |
| Vitória | 4–0    | Lionel Young     | Finalização (triângulo)              | AFO: Halloween Havoc 3              | 07/10/2011 | 1     | 4:16  | Mansfield, Massachusetts  |                                                |
| Vitória | 3–0    | Denis Hernandez  | Nocaute técnico (interrupção médica) | UCC 1: Merciless                    | 19/03/2010 | 2     | 5:00  | Jersey City, New Jersey   |                                                |
| Vitória | 2–0    | Mike Erosa       | Finalização (guilhotina)             | MAXX FC 4                           | 19/06/2009 | 2     | 1:25  | Carolina, Porto Rico      |                                                |
| Vitória | 1–0    | Erick Herrera    | Nocaute técnico (interrupção médica) | CFX 2                               | 05/06/2009 | 1     | 5:00  | Worcester, Massachusetts  | Estreia nos Penas.                             |